# Ikkepedia
|  | Sammenskrivningsforslag Artiklen Ikkepedia er foreslået føjet ind i Uncyclopedia. (Siden juni 2018) Diskutér forslaget |

Ikkepedia er en norsk parodi på Wikipedia. Den indeholder ingen seriøse informationer, men det er en god side hvis man er kommet over den fase af sit liv, hvor man elskede latrinær humor. Nogle af siderne er det rene nonsens (nogle dårlige skribenter har alligevel lavet nogle sider med børnehumor, men skidt med det) mens andre er rene humørperler som er i stand til at redde en dårlig dag. Læsning af denne side kræver dog, at man forstår norsk, men gør man ikke det, findes der den danske udgave ved navn  Spademanns leksikon. Siden indeholder lidt over 4000 sider og kan betegnes som mangelfuld, men man kan selv tilføje nye sider hvis man synes.